# Кольонія (Картузький повіт)
Кольонія (пол. Kolonia, нім. Wilhelmshuld) — село в Польщі, у гміні Картузи Картузького повіту Поморського воєводства.
Населення — 793 особи (2011).
У 1975-1998 роках село належало до Гданського воєводства.

## Демографія
Демографічна структура станом на 31 березня 2011 року:
|          | Загалом | Допрацездатний вік | Працездатний вік | Постпрацездатний вік |
| -------- | ------- | ------------------ | ---------------- | -------------------- |
| Чоловіки | 411     | 107                | 280              | 24                   |
| Жінки    | 382     | 116                | 216              | 50                   |
| Разом    | 793     | 223                | 496              | 74                   |